# Bais Chana Women International
Bais Chana Women International es una organización sin ánimo de lucro que trabaja para ofrecer un entorno para las mujeres judías, de 15 años en adelante y de todos los orígenes, para explorar las enseñanzas religiosas y las tradiciones judías.
La fundación de Bais Chana estuvo inspirada y motivada por el Rebe de Lubavitch, el Rabino Menajem Mendel Schneerson, el cual apoyaba la educación para todas las mujeres judías.
En 1971, el primer centro fue abierto en el área de Minneapolis-Saint Paul, en Minnesota. En 1991 la organización empezó a diversificar su programa para incluir en él breves retiros educativos en diversos lugares del Mundo.
Mujeres de todas las edades con poca o ninguna formación en materia de tradiciones judías toman parte en los retiros educativos, los cuales incluyen clases, grupos de estudio, y tutoría privada. 
El programa de estudios completo explora la vida de la mujer judía a través de proyectos prácticos como la preparación de la jalá, juntamente con debates y el estudio en profundidad de los textos jasídicos, la Torá, la oración judía, los comentarios de la Biblia, el Midrash, Maimónides, la Cábala, el Talmud, etcétera. 
Entre el personal docente se encuentra el cofundador de Bais Chana, el Rabino Manis Friedman. La directora es la Señora Hinda Leah Sharfstein. La sede central de Bais Chana se encuentra en la ciudad de Nueva York, y el programa se ha expandido para incluir tres sesiones anuales en una variedad de lugares en los Estados Unidos, incluyendo retiros de aprendizaje para parejas, el programa de estudio y snorkel, y el campamento judío.
Durante todo el año hay retiros a pequeña escala en los Estados Unidos, como el retiro del Día de Acción de Gracias para chicas estudiantes de secundaria, que tuvo lugar en Morristown, Nueva Jersey, en 2007. El programa de estudio y snorkel, que empezó en enero de 2006, tiene lugar cada año en Cayo Largo, Florida, y asisten a él unas 90 estudiantes de todo el mundo.
El campamento judío Un-Camp está dirigido a los adolescentes, y las participantes debaten sobre temas como: la oración, la ciencia, los mandamientos, la autoestima, las relaciones, la felicidad, la vida, la muerte, la creencia en el Mesías judío, el alma, etcétera, mientras participan en las actividades del campamento de verano.
La antropóloga Lynn Davidman realizó un trabajo de campo para su tesis doctoral en Bais Chana. Los resultados de su estudio se publicaron en su libro: Tradition in a Rootless World (UC Press, 1993).
Davidman descubrió que la mayoría de las mujeres en Bais Chana estaban allí para llenar un vacío en sus vidas, que esperaban encontrar un marido ortodoxo y formar una familia, y que habían establecido una frontera entre el movimiento jasídico Jabad y el Mundo exterior.